# Townsend-Langohr

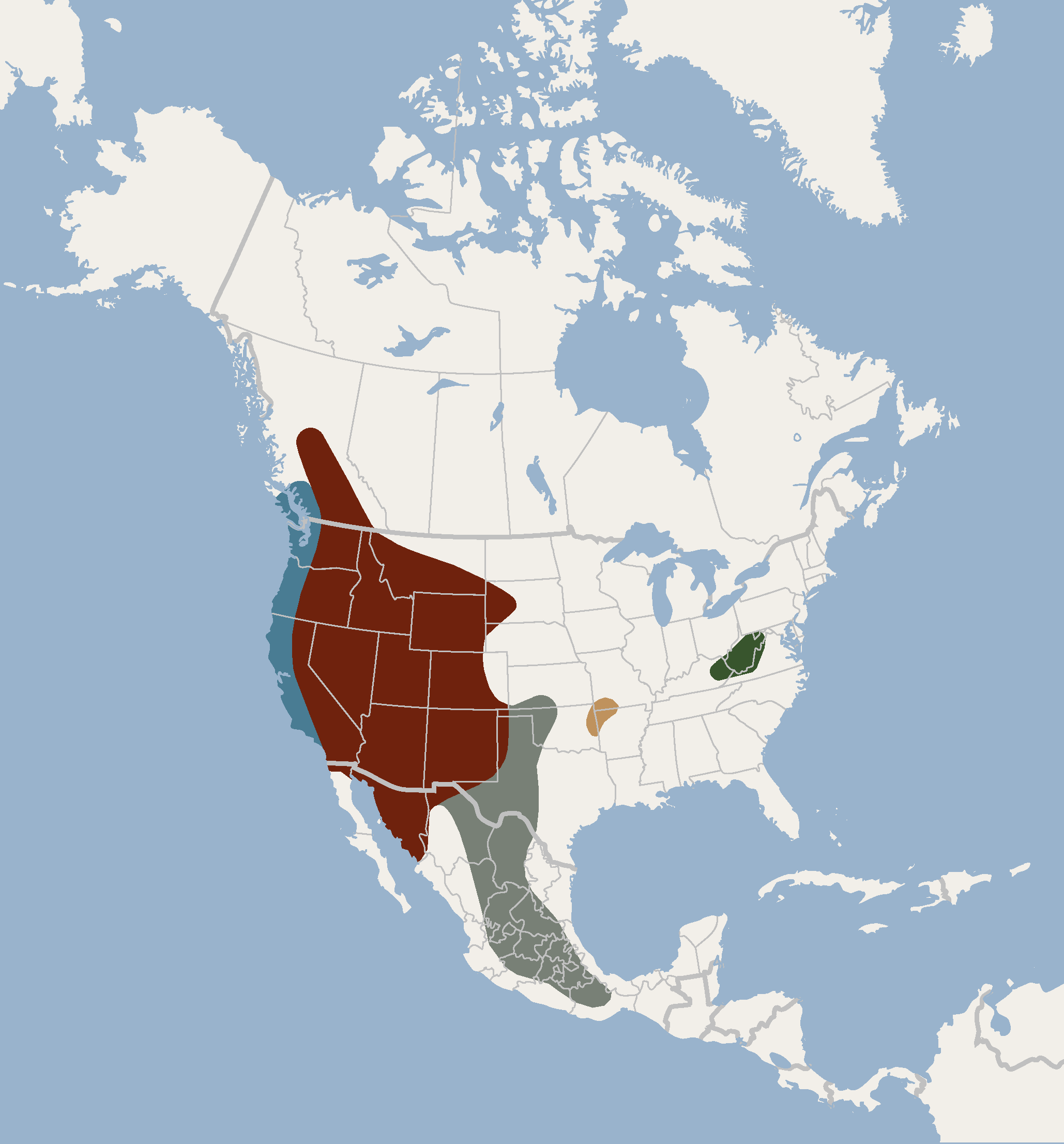
Verbreitungsgebiet mit Hervorhebung der einzelnen Unterarten

Das Townsend-Langohr (Corynorhinus townsendii) ist eine Fledermaus in der Familie der Glattnasen.

## Merkmale
| 2 | · | 1 | · | 2 | · | 3 | = 36 |
| 3 | · | 1 | · | 3 | · | 3 | = 36 |

Die Art erreicht eine Gesamtlänge von 80 bis 118 mm, inklusive eines 33 bis 57 mm langen Schwanzes. Sie hat 34 bis 55 mm lange Unterarme sowie ein Gewicht von 6,1 bis 19 g. Die 33 bis 57 mm langen Ohren sind auf der Stirn miteinander verbunden. Das Townsend-Langohr besitzt eine auffällig dünne Flughaut und erreicht eine Flügelspannweite von 297 bis 320 mm. Auf beiden Seiten der Schnauze befinden sich Drüsen, die als dicke Wülste sichtbar sind. Das Fell besteht aus Haaren, die nahe der Wurzel dunkler sind als an der Spitze. So ergibt sich auf der Oberseite je nach Exemplar eine zimtfarbene, dunkelbraune oder graue Farbe, während die Unterseite von beigen bis hellbraunem Fell bedeckt ist. Es kommen 36 Zähne vor (siehe Zahnformel).

## Verbreitung
Diese Fledermaus lebt vorwiegend im Westen Nordamerikas von British Columbia in Kanada bis Oaxaca in Mexiko. Die Hauptpopulation erreicht im Osten South Dakota und Oklahoma. Abgegrenzte Populationen gibt es in zentralen und östlichen Bereichen der USA. Als Habitat dienen Nadelwälder, laubabwerfende Wälder in der Nähe von Flüssen, Gebüschflächen oder Halbwüsten.

## Lebensweise
Das Townsend-Langohr bildet Kolonien mit oft mehreren hundert Exemplaren, die am Tage in Höhlen, in anderen natürlichen Hohlräumen oder in von Menschen geschaffenen Verstecken ruhen. Die Individuen bevorzugen dunkle Bereiche und verlassen diese erst spät nach Sonnenuntergang. Die Art jagt vor allem Nachtfalter und andere Insekten wie Käfer oder Fliegen mit Hilfe der Echoortung. Die Beute wird im Flug ergriffen, oder von Pflanzen gesammelt. Bei dieser Art wurde eine maximale Fluggeschwindigkeit von 19,8 km/h registriert. Sie ist nicht migratorisch und unternimmt somit keine langen Wanderungen. In Kalifornien betrugen die größten dokumentierten Distanzen 32,2 km, in den südlichen Großen Ebenen knapp 40 km. In der kalten Jahreszeit hält das Townsend-Langohr Winterschlaf oder es wird in seinem Winterquartier lethargisch (Torpor). Einzelne Individuen wickeln sich dann in ihre Flügel ein, in größeren Gruppen falten die Tiere ihre Flügel entlang der Körper. Sie wachen mehrfach auf und wechseln mitunter die Stellung oder auch das Winterlager. Weibchen in Kalifornien überwintern an durchschnittlich kälteren Plätzen als Männchen. Während des Winterschlafs verlieren einzelne Individuen mehr als die Hälfte des Körpergewichts.
Die Paarung erfolgt im Spätherbst oder im Winter zwischen November und Februar. Dabei treten mehrfache Kopulationen auf, teilweise auch, wenn das Weibchen in Winterstarre ist. Danach verbleiben die männlichen Samenzellen im weiblichen Geschlechtstrakt, bevor die Befruchtung beginnt. Der Zeitpunkt des Follikelsprungs und die Dauer der Tragzeit sind abhängig vom Alter des Weibchens, von der Temperatur der Ruhestätte und von geographischen Gegebenheiten wie Höhenlage und Breitengrad. Dadurch kann die Entwicklung des Embryos zwischen 56 und 100 Tage in Anspruch nehmen, Geburten in Kalifornien wurden zwischen der zweiten April- und der zweiten Julihälfte registriert. Weibchen bilden vor der Geburt der Jungtiere eigene Kolonien, in denen keine Männchen geduldet werden. Jedes Weibchen hat gewöhnlich nur ein Jungtier pro Wurf, das bei Geburt 2,1 bis 2,7 g wiegt. Es ist nackt und blind, die Ohren liegen anfänglich noch über den geschlossenen Augen. Sie richten sich aber nach rund einer Woche auf, während sich die Augen nur wenige Tage später öffnen. Die Entwicklung erfolgt sehr schnell und die meisten Jungtiere können schon nach zweieinhalb bis drei Wochen fliegen, nach vier Wochen haben sie nahezu die Größe der ausgewachsenen Tiere erreicht. Etwa 6 bis 8 Wochen nach der Geburt gibt das Weibchen keine Muttermilch mehr. Meist lösen sich die Kolonien mit Weibchen Ende August auf.
Bei manchen Populationen sterben bis zu 50 % der Jungtiere, bevor sie das erste Lebensjahr vollenden. Danach steigen die Überlebenschancen des Townsend-Langohr rapid. Einzelne Exemplare konnten ein Alter von 21 Jahren erreichen.

## Status
Diese Fledermaus reagiert empfindlich auf Störungen durch Menschen am Ruheplatz. Andererseits nutzt sie von Menschen geschaffene Verstecke. Die IUCN listet die Art als nicht gefährdet (Least Concern). Im Gegensatz dazu werden die beiden abgeschiedenen östlichen Populationen vom US Fish and Wildlife Service als stark gefährdet (Endangered) geführt.